# Safiria Leccese
Safiria Leccese, all'anagrafe Angela Safiria Leccese (Gaeta, 11 settembre 1970), è una giornalista e conduttrice televisiva italiana.

## Biografia
Nata a Gaeta, in provincia di Latina, dopo essersi laureata alla LUISS in Giurisprudenza, inizia l'attività giornalistica per la rete televisiva romana GBR. Dal 1999 è giornalista professionista.
Nel 1997 entra a far parte della redazione di Studio Aperto su Italia 1, diventandone uno dei volti più noti, e dal settembre 1999 è iscritta come professionista all'Ordine dei Giornalisti del Lazio. Nel 2011 è chiamata dal Centro Televisivo Vaticano a condurre la diretta televisiva in mondovisione della veglia per la canonizzazione di papa Giovanni Paolo II. A novembre 2011 abbandona Studio Aperto per passare alla nuova rete Mediaset TGcom24. Da aprile 2015 è la conduttrice del programma La strada dei miracoli, in onda in prima serata su Rete 4. Il programma è iniziato ad aprile 2015 con 8 puntate e dopo il suo notevole successo ha avuto una seconda edizione a novembre e dicembre 2015, prolungando la serie anche con due nuovi speciali, una terza edizione dal 19 gennaio 2016 e un'edizione estiva dal 21 giugno 2016.
Dal 2021 conduce il talk show Super Partes in onda nel weekend sulle tre reti Mediaset.
Dal 16 al 24 settembre 2023 ha affiancato Augusto Minzolini alla conduzione del programma in onda su Rete 4 Stasera Italia - Weekend.

## Programmi televisivi
- Studio Aperto (Italia 1, 1997-2011)
- TGcom24 (dal 2011)
- Veglia per la canonizzazione di Papa Giovanni Paolo II (Centro Televisivo Vaticano, 2011)
- La strada dei miracoli (Rete 4, 2015-2016)
- Super Partes (Italia 1, Rete 4, Canale 5, dal 2021)
- Stasera Italia - Weekend (Rete 4, 2023)

## Opere
- La strada dei miracoli, Piemme Edizioni, Casale Monferrato (AL), 2015. ISBN 978-88-5665-187-4.[19][20]
- La ricchezza del bene. Storie di imprenditori fra anima e business, TS - Terra Santa, 2020. ISBN 9788862407489

## Riconoscimenti
- Nel 2015 a Roma ha ricevuto il premio Città di Roma.[21]
- Nel 2015 a Bisceglie ha ricevuto il premio Giovanni Paolo II.[22][23]
- Nel 2016 ha ricevuto il Premio Torre d’Argento per il programma La strada dei miracoli[24].
- Nel 2017 ha ricevuto il premio Buone notizie per il programma La strada dei miracoli, insieme a Padre Federico Lombardi, direttore emerito della Sala Stampa Vaticana e della Radio Vaticana, Eric Jozsef, corrispondente dall’Italia del quotidiano francese Liberation; Arturo Mari, il fotografo del Papa[25].
- Nel 2017 ha ricevuto a Simeri Crichi il Premio Solidarietà alla sua quinta edizione[26].